# 香椎浜
香椎浜（かしいはま）は、福岡県福岡市東区の町名。現行の行政地名は、香椎浜一丁目から四丁目まで。全町域が1969年（昭和44年）から1976年（昭和51年）にかけて数度にわたる海面の埋立によって造成された造成地であり、町域の大部分が住宅地としての、一部分が大規模商業施設等としての土地利用がなされている。面積は90.25ヘクタール。2022年3月末現在の人口は13,665人。郵便番号は813-0016。

## 地理
福岡市の中心とされる中央区天神の北北東約7.5キロメートル、東区のほぼ中央部に位置する。北で香椎浜三丁目が護岸で博多湾に面し、香椎浜四丁目が香椎川を介して御島崎及び香椎駅前と隣接する。東で千早及び香椎団地と、南で千早及び城浜団地と、西で香椎浜ふ頭と隣接する。御島崎とは片男佐橋及び新香椎橋により、香椎駅前とは新浜大橋により繋がる。全町域が埋立地であり、主に中高層の住宅用地、一部で大規模商業施設等の用地としての土地利用がなされている。

### 河川
香椎浜の北側に次の河川の河口が横断している。
- 香椎川（準用河川）[注釈 2]

### 都市計画
都市計画に関しては、「福岡市都市計画マスタープラン」において、香椎浜は、大規模な住宅団地などの中高層住宅や高層住宅で形成される住宅地で、良好な住環境の保全・形成、緑化の推進、大規模団地などの老朽化に対する適切な対応をまちづくりの視点とする「中高層住宅ゾーン」として位置づけられている。また、「東部広域拠点（香椎・千早）」と位置付けられる千早駅周辺の地区とも近接している。用途地域は、香椎箱崎浜線の西側で、香椎浜団地7号線、香椎浜2224号線、香椎浜2234号線等に囲まれた地域、及び、この地域の北側で香椎浜団地7号線の道路境界線から概ね30メートルの地域が近隣商業地域に、香椎箱崎浜線の両側でその道路境界線から概ね50メートルの地域のうち上記近隣商業地域の範囲を除く地域が第二種住居地域に、香椎川の護岸から概ね50メートルの地域が第一種住居地域に、これら以外の地域は第一種中高層住居専用地域に指定されている。地区計画は、香椎浜二丁目及び香椎浜三丁目の各一部の区域約28.8ヘクタールについて「香椎浜三丁目地区地区計画」が定められ、良好な中高層住宅地の形成に加え、拠点性の向上に資するため、商業・文化等の機能を配置し、地区内外の都市公園や周辺の水辺空間等の自然環境の活用及び既存の歩行者道路ネットワークの強化を図り、緑豊かな空間を生かしたにぎわいのあるまちづくりを目標とし、建築物等の用途の制限及び壁面の位置等の制限が定められている。また、「福岡市地域まちづくり推進要綱」に基づき、まちづくり活動を行う組織として「香陵校区まちづくり協議会」が登録されており、その活動範囲が福岡市立香陵小学校の校区全域（香椎浜一丁目の一部及び香椎浜四丁目）に定められている。

## 歴史

### 埋立整備事業の背景と実施計画
福岡市の人口は、昭和20年代は年間3万人、昭和30年代は年間2万人程度の増加を示し、市街化区域内だけで住宅用地を供給することが困難であるため、海面を埋め立てて需要に応じなければならなくなった。このため、昭和40年代になって、豊浜団地が1968年（昭和43年）2月5日に竣功、城浜団地が1969年（昭和44年）2月13日に竣功、福浜団地が同年12月17日竣功と次々に埋め立てられ、次の香椎浜地区の埋立へつながっていった。

### 埋立工事 (昭和40年から50年代)
香椎浜地区における公有水面埋立については、福岡市が1969年（昭和44年）9月11日に住宅用地の用途で埋立免許を受け、同年10月7日の埋立工事起工式を以て工事に着手し、1974年（昭和49年）11月20日に香椎第1の1工区（236,857.44m2）の、1975年（昭和50年）1月20日に香椎第1の2工区（127,205.46m2）の、1976年（昭和51年）1月21日に香椎第1の3工区（312,795.88m2）、1976年（昭和51年）11月20日に香椎第1の4工区（243,803.44m2）、合計面積で920,662.22m2の埋立工事が竣工した。

## 人口
香椎浜一丁目から四丁目までを合わせた人口の推移を福岡市の住民基本台帳（公称町別）に基づき示す（単位：人）。集計時点は各年9月末現在である。
- 2001年（平成13年）：11,131
- 2002年（平成14年）：11,065
- 2003年（平成15年）：10,983
- 2004年（平成16年）：10,923
- 2005年（平成17年）：10,775
- 2006年（平成18年）：11,015
- 2007年（平成19年）：11,389
- 2008年（平成20年）：11,318
- 2009年（平成21年）：11,173
- 2010年（平成22年）：11,000
- 2011年（平成23年）：10,961
- 2012年（平成24年）：10,746
- 2013年（平成25年）：10,606
- 2014年（平成26年）：11,015
- 2015年（平成27年）：11,489
- 2016年（平成28年）：11,936
- 2017年（平成29年）：11,838
- 2018年（平成30年）：11,862
- 2019年（令和元年）：12,344
- 2020年（令和2年）：12,265
- 2021年（令和3年）：13,303
- 2022年（令和4年）：13,869

## 交通
町内の主な公共交通機関としてはバスがあり、また、町外ではあるが鉄道の駅も比較的近くにある。

### 鉄道
鉄道は通っていない。最寄りの鉄道駅は九州旅客鉄道が運営する鹿児島本線及び西日本鉄道が運営する西鉄貝塚線の千早駅（西鉄千早駅）であり、距離は道程で約1から2キロメートルである。

### バス
バスについては、西日本鉄道が運営するバスが運行しており、次の停留所がある。
- 香椎浜二丁目
- 城香中学校前
- 香椎浜海岸通り
- 香椎浜三丁目
- 香椎浜中央
- 香椎浜南公園前
- イオンモール香椎浜
- 香椎浜北公園前
- 香椎浜一丁目
- 福岡運輸支局前
- 香椎浜四丁目
- 御幸公園前（福岡県）
- 香椎浜車庫

### 道路

#### 都市高速道路
都市高速道路としては次の道路が通っており、町域内の出入口は香椎浜出入口である。
- 福岡高速道路福岡高速1号香椎線

また、町内には上記路線から福岡高速6号アイランドシティ線が分岐する香椎浜ジャンクションもある。

#### 市道
福岡市が管理する市道の主要なものは次のとおりである。
- 香椎箱崎浜線
- 奈多香椎浜線
- 香椎浜線
- 香椎浜団地2号線
- 香椎浜団地3号線
- 香椎浜団地5号線
- 香椎浜団地7号線

## 施設

### 公共施設
- 福岡東郵便局[注釈 4]
- 福岡東労働基準監督署（香椎浜一丁目3-26、福岡労働局の出先機関）
- 香陵公民館（香椎浜一丁目8-7）[14]
- 香椎浜公民館（香椎浜二丁目4-31）[14]
- 香椎浜南公園（香椎浜一丁目6、近隣公園、17,207m2）
- 香椎浜西公園（香椎浜二丁目1、近隣公園、10,247m2）
- 香椎浜北公園（香椎浜三丁目3、近隣公園、12,766m2）
- 香椎浜東公園（香椎浜四丁目6、近隣公園、12,237m2）

なお、香椎浜中央公園は町内の香椎浜三丁目12に存在していたが、2016年（平成28年）9月に香椎浜ふ頭一丁目3へと位置が変更された。

### 学校
町内には次の学校がある。
- 小学校区：千早西小学校（香椎浜一丁目4-1）、香椎浜小学校（香椎浜二丁目）、香陵小学校（香椎浜四丁目）
- 中学校区：城香中学校（香椎浜二丁目2-1）

なお、小学校の通学区域については、香椎浜一丁目1番及び3番から5番までが千早西小学校、一丁目2番及び6番から9番まで並びに四丁目が香陵小学校、二丁目及び三丁目が香椎浜小学校に設定されており、中学校の通学区域については、一丁目1番から9番までが	香椎第１中学校（千早三丁目12-1）に、二丁目及び三丁目が城香中学校に設定されている。

### 大規模商業施設
- イオンモール香椎浜（香椎浜三丁目12-1）
- エディオンアウトレット香椎浜店（香椎浜二丁目8-30）